# 沈梦瑶
沈梦瑶（1998年8月14日—），出生於上海市，中國女歌手、舞者，曾为偶像團體SNH48所屬隊伍Team HII的队长兼中心成员。

## 演艺经历

### 2015年
7月25日，在SNH48第二届总决选中披露，成為SNH48五期生。9月13日加入Team HII，9月18日於《手牵手》公演正式首演出道。
12月26日，参与SNH48第二屆年度金曲大賞BEST 30演唱会。

### 2016年
7月30日，参加“比翼齐飞”SNH48第三屆總决选 。
11月5日，参加SNH48第二届年度风尚大赏。

### 2017年
1月7日，参与SNH48第三屆年度金曲大賞BEST 50演唱会，随Team HII表演的歌曲《下课铃声》获得第48名。
7月29日，参加“我心翱翔”SNH48 Group第四屆總決選，以15503.3票获得第65名，首次进圈。
11月18日，参加SNH48 GROUP第三届年度风尚大赏。

### 2018年
2月3日，参与SNH48 Group第四屆年度金曲大賞BEST 50演唱会，以《再爱一回》获得第九名，《I'm Not Your Girl》获得第22名，Team HII《花与火》获得第49名。
4月7日，参加首届SNH48偶像运动会，获得25m*8折返跑冠军。
7月29日，参加“砥砺前行”SNH48 Group第五屆總决选，以16236.28票获得第49名，入选《Twinkle Twinkle》，首次成为中心成员。
10月27日，参加SNH48 GROUP第四届年度风尚大赏。

### 2019年
1月19日，参与SNH48 Group第五届年度金曲大赏BEST 50演唱会，三人曲《Battle Cry》获得星辰组第11名。
4月13日，参加SNH48 GROUP第二届偶像运动会，获得接力折返跑冠军。
6月23日，参加湖南卫视娱乐综艺节目《天天向上》。
7月27日，参加“新的旅程”SNH48 Group第六屆總决选，以521075票获得第16名，首次进入选拔，入选《时间的歌》。
12月21日，参与SNH48 Group第六届年度金曲大赏BEST 50演唱会，双人曲《玛利亚》获得云舸组第3名。

### 2020年
5月29日，2020年5月29日，参加騰訊視頻音樂團體競演節目《炙熱的我們》。
8月15日，参加“创造炙热的青春”SNH48 Group第七届總決选，以1035116票获得第4名，首次进入神七，并成为Team HII排名最高成员，入选《别来无恙》。
12月5日，上任Team HII队长，为该队第四任队长。

### 2021年
1月16日，参与SNH48 Group第七届年度金曲大赏BEST 50，双人曲《夜蝶》获得35名，携Team HII《Honor》荣获荣耀队歌，同时宣布为Team HII全新原创公演顺位第一名。
2月12日，随SNH48参加2021江苏卫视春节联欢晚会。
4月23日，当选星梦剧院第一季度MVP。
5月1日，参加SNH48 GROUP第三届偶像运动会，获得障碍折返跑冠军。
5月8日，以丝芭家族身份加盟东方卫视音乐厂牌对抗秀《金曲青春》，共参与四期节目录制，先后表演《诱惑Yoho》《红昭愿》《什么是快乐星球》及《追光者》。
7月24日，Team HII全新原创公演《终极任务》进行首演，为全场公演C位，演绎两首unit曲《渊(Deep Down)》及《In The Dark(迷局)》。
8月7日，参加“世界的48种可能”SNH48 Group第八屆總決選，以2457570票获得第3名，首次进入御三家。
10月30日，参加第四届《超新星运动会》女子射箭、女子10米光电手枪（射击）及腰旗橄榄球项目，在第一场预赛获得射击74.2环，为当日全场最高分。当日，#沈梦瑶射箭好美#登上微博热搜主榜第4位。
11月10日，当选星梦剧院第三季度MVP。
12月16至18日，参加第四届《超新星运动会》，获得女子50米短跑铜牌、女子射击铜牌以及腰旗橄榄球铜牌，为团内参加者中获得最多奖牌的成员。#沈梦瑶的手好美#于12月18日登上微博热搜主榜第31位。
12月当选星梦剧院2021年度MVP。

### 2022年
1月5日，当选星梦剧院第四季度MVP。
2月14日，作为腾讯视频冬奥陪看官。
5月5日，发行个人单曲《Whisper（耳语者）》。
5月31日，随组合参加苏宁易购开心直播夜，表演歌曲《怦然心动》。
8月20日，沈梦瑶在SNH48 GROUP年度青春盛典女团之夜演唱会暨颁奖典礼上以歌曲《预言》获得437589票，同时获得“年度影响力成员金奖”和“年度巅峰人气QUEEN”，成为该届总决选断层第一名。
12月，参加2022微博街舞大赛，担任赛事星推官。
12月19日，發行首張個人EP《綠洲》。

### 2023年
1月15日，随组合参加河南卫视《奇遇新年夜》，表演歌舞《食欲新年》、新年主题舞《兔舞新年》。
1月20日，参加《2023年安徽卫视春节联欢晚会》，随组合演唱歌曲《小团圆》。
2月5日，随组合参加《2023年安徽卫视元宵晚会》演唱歌曲《honor》。
6月23日，沈梦瑶在微博上表示在团期间确诊中度抑郁症和双相情感障碍，并起诉所属公司丝芭传媒提出解约申请。
6月24日，《全球中文音乐榜上榜》预录舞台播出，演唱歌曲《绿洲》和《那些花儿》。

### 2024年
8月3日，成立个人工作室。
8月24-25日，举行个人见面会《破晓》。

## 音乐作品

### 个人EP
| 專輯 | 專輯資料                                         | 曲目                     |
| 1    | 《绿洲》 - 發行日期：2022年12月19日 - 語言：中文 | 曲目 1. 绿洲（Flash On） |

### 单曲
| 发行日期       | 歌曲名称                     | 歌曲资料                       | 参与名义 | MV | 备注              |
| 2020年12月26日 | 《名为M-814的星球》          | 词：沈梦瑶                     | 个人     |    | 生日公演原创曲    |
| 2020年12月25日 | 《新年这一刻（丝芭家族版）》 | 词：甘世佳 曲：Shaliponte      | SNH48    | ★  | 新年单曲          |
| 2021年6月29日  | 《红星歌》                   | 词：邬大为、魏宝贵 曲：傅庚辰  | SNH48    | ★  | 建党100周年纪念曲 |
| 2021年11月28日 | 《霓》                       | 词：沈梦瑶                     | 个人     |    | 生日会原创曲      |
| 2021年12月30日 | 《甜蜜盛典》                 | 词：甘世佳 曲：ASPJ            | SNH48    | ★  | 新年单曲          |
| 2022年5月5日   | 《Whisper（耳語者）》        | 词：郭德紫毅 曲：MUNA、onestar | 个人     |    | 神七單曲          |

### SNH48 EP
| EP   | 发行日期       | 专辑名称            | 参与歌曲名称    | 参与名义 | MV | 备注                 |
| 14th | 2016年12月20日 | 《新年这一刻》      | 倒转魔法师      | Team HII |    |                      |
| 15th | 2017年3月17日  | 《彼此的未来》      | 美丽世界        | Team HII |    |                      |
| 16th | 2017年5月19日  | 《夏日柠檬船》      | 遥远的梦        | Team HII |    |                      |
| 17th | 2017年10月19日 | 《那不勒斯的黎明》  | 戒装信仰        | TOP66    | ★  |                      |
| 21st | 2018年10月10日 | 《魔女的诗篇》      | Twinkle Twinkle | TOP66    | ★  | 为中心成员           |
| 25th | 2019年9月21日  | 《時間的歌》        | 时间的歌        | TOP16    | ★  | 首次进入总决选选拔组 |
| 27th | 2020年6月13日  | 《天晴了》          | 天晴了          | 选拔组   | ★  |                      |
| 28th | 2020年10月19日 | 《F.L.Y成長三部曲》 | 别来无恙        | TOP16    | ★  |                      |
| 29th | 2021年5月26日  | 《怦然心動》        | 怦然心动        | 选拔组   | ★  |                      |
| 30th | 2021年10月13日 | 《花戎》            | 花戎            | TOP16    | ★  |                      |
| 32nd | 2022年10月21日 | 《絲路》            | 絲路            | TOP16    | ★  | 为中心成员           |

### 演唱会分组曲
| 日期     | 演唱会名称                           | 参与歌曲名称          | 备注                           |
| 2015年   |                                      |                       |                                |
| 12月26日 | SNH48第二屆年度金曲大賞BEST 30       | 《万圣节之夜》        | Team HII                       |
| 12月26日 | SNH48第二屆年度金曲大賞BEST 30       | 《伴我同行》          | Team HII                       |
| 12月26日 | SNH48第二屆年度金曲大賞BEST 30       | 《化为滚石》          | Team HII                       |
| 2016年   |                                      |                       |                                |
| 7月30日  | SNH48第三届总决选演唱会              | 《少女进化论》        | Team HII                       |
| 2017年   |                                      |                       |                                |
| 1月7日   | SNH48第三届年度金曲大赏BEST 50       | 《倒转魔法师》        | Team HII                       |
| 1月7日   | SNH48第三届年度金曲大赏BEST 50       | 《下课铃声》          | Team HII                       |
| 7月29日  | SNH48 Group第四届总决选              | 《H Zone》            | Team HII                       |
| 2018年   |                                      |                       |                                |
| 2月3日   | SNH48 Group第四届年度金曲大赏BEST 50 | 《花与火》            | Team HII                       |
| 2月3日   | SNH48 Group第四届年度金曲大赏BEST 50 | 《I'm Not Your Girl》 | 与易嘉爱、袁航、郝婉晴、邵雪聪 |
| 2月3日   | SNH48 Group第四届年度金曲大赏BEST 50 | 《再爱一回》          | 与王雨煊、黄恩茹、袁一琦       |
| 7月28日  | SNH48 Group第五届总决选演唱会        | 《Honor》             | Team HII                       |
| 2019年   |                                      |                       |                                |
| 1月19日  | SNH48 Group第五届年度金曲大赏BEST 50 | 《Battle Cry》        | 与刘姝贤、田姝丽               |
| 7月27日  | SNH48 Group第六届总决选              | 《夜之真理》          | Team HII                       |
| 7月27日  | SNH48 Group第六届总决选              | 《Twinkle Twinkle》   | TOP66                          |
| 12月21日 | SNH48 Group第六届年度金曲大赏BEST 50 | 《玛利亚》            | 与林思意                       |
| 2020年   |                                      |                       |                                |
| 8月15日  | SNH48 Group第七届总决选              | 《时间的歌》          | TOP16                          |
| 8月15日  | SNH48 Group第七届总决选              | 《遥远的梦》          | Team HII                       |
| 8月15日  | SNH48 Group第七届总决选              | 《花园舞曲》          | 《炙热的我们》参与成员         |
| 8月15日  | SNH48 Group第七届总决选              | 《深海之声》          | 与吴哲晗、刘力菲               |
| 2021年   |                                      |                       |                                |
| 1月16日  | SNH48 Group第七届年度金曲大赏BEST 50 | 《夜蝶》              | 与张琼予                       |
| 1月16日  | SNH48 Group第七届年度金曲大赏BEST 50 | 《Honor》             | Team HII，获得荣耀队歌         |
| 8月7日   | SNH48 Group第八届总决选演唱会        | 《别来无恙》          | TOP16                          |
| 8月7日   | SNH48 Group第八届总决选演唱会        | 《终极任务》          | Team HII                       |
| 8月7日   | SNH48 Group第八届总决选演唱会        | 《SHOTS》             | Team HII                       |
| 8月7日   | SNH48 Group第八届总决选演唱会        | 《触电》              | 与左婧媛                       |
| 2022年   |                                      |                       |                                |
| 8月20日  | SNH48 Group年度青春盛典              | 《花戎》              | TOP16                          |
| 8月20日  | SNH48 Group年度青春盛典              | 《Sweet Trap》        | Team HII                       |
| 8月20日  | SNH48 Group年度青春盛典              | 《耳語者》            | Solo                           |
| 2023年   |                                      |                       |                                |
| 2月25日  | SNH48 Group第九届年度金曲大赏BEST 50 | 《初眠（Ring）》      | 與洪靜雯、田姝麗               |
| 2月25日  | SNH48 Group第九届年度金曲大赏BEST 50 | 《低燒》              | 与袁一琦                       |
| 2月25日  | SNH48 Group第九届年度金曲大赏BEST 50 | 《黑與白》            | 与袁一琦                       |

### 其他歌曲

#### 《炙熱的我們》表演曲目
| 播出時間      | 期数   | 歌曲名稱                 | 原唱         | 備註     |
| 2020年5月29日 | 第一期 | 《你要跳舞吗》           | 新裤子       |          |
| 2020年6月5日  | 第二期 | 《你好毒》               | 张学友       |          |
| 2020年6月12日 | 第三期 | 《夢不落雨林》           | 张艺兴       |          |
| 2020年6月19日 | 第四期 | 《殺破狼》               | JS           |          |
| 2020年6月26日 | 第五期 | 《大藝術家》             | 蔡依林       |          |
| 2020年7月3日  | 第六期 | 《Never Surrender》      | R1SE         |          |
| 2020年7月10日 | 第七期 | 《Y'all Don't Touch It》 | R1SE & SNH48 | 原创歌曲 |
| 2020年7月10日 | 第七期 | 《花園舞曲》             | SNH48        |          |
| 2020年7月24日 | 第八期 | 《魔女的詩篇》           | SNH48        | 返場表演 |

#### 《金曲青春》表演曲目
| 播出时间      | 期数   | 歌曲名称           | 原唱   | 备注         |
| 2021年5月8日  | 第六期 | 《诱惑yoho》       | 陈志朋 | 与陈志朋合作 |
| 2021年5月15日 | 第七期 | 《红昭愿》         | 王梓钰 |              |
| 2021年5月22日 | 第八期 | 《什么是快乐星球》 | 马嘉祺 |              |
| 2021年6月5日  | 第十期 | 《追光者》         | 岑寧兒 | [ 26 ]       |

## 影视作品

### 电视剧
| 播出日期     | 电视台   | 电视剧名称     | 角色   | 性质 | 集数 |
| 2017年6月9日 | 腾讯视频 | 逆袭之星途璀璨 | 沈梦瑶 | 客串 | 2-3  |

### 综艺节目
| 播出日期                          | 频道     | 节目名称                        | 期数                                   | 备注                                             |
| 2017年12月12日                    | Bilibili | 《48狼人杀》                    | 第八期                                 |                                                  |
| 2018年4月7日                      | Bilibili | 《SNH48 GROUP第一届偶像运动会》 |                                        | 获得25M*8折返跑冠军                              |
| 2019年4月13日                     | Bilibili | 《SNH48 GROUP第二届偶像运动会》 |                                        | 获得接力折返跑冠军                               |
| 2019年5月4日                      | 咪咕音乐 | 《燃烧吧团魂》                  | 第一期                                 | 以Team HII成员身份参加                           |
| 2019年6月23日                     | 湖南卫视 | 《天天向上》                    |                                        | 與李艺彤、林思意、许杨玉琢、张昕、费沁源、袁一琦 |
| 2020年5月29日-2020年7月23日       | 腾讯视频 | 《炙熱的我們》                  |                                        |                                                  |
| 2020年11月4日                     | 央视频   | 《流动的海派咖啡馆》            |                                        |                                                  |
| 2021年5月1日                      | Bilibili | 《SNH48 GROUP第三届偶像运动会》 |                                        | 获得障碍折返跑冠军                               |
| 2021年5月8日-2021年6月5日         | 东方卫视 | 《金曲青春》                    | 参与录制第六期、第七期、第八期、第十期 |                                                  |
| 2021年10月30日、2021年12月16-18日 | 腾讯视频 | 《超新星运动会》                |                                        | 获得短跑铜牌、射击铜牌、腰旗橄榄球铜牌           |

### 纪录片
| 上映时间      | 名称                                                    | 备注                       |
| 2017年6月3日  | DOCUMENTARY of SNH48 GROUP 我心翱翔                     | SNH48第三部官方纪录片      |
| 2018年3月11日 | DOCUMENTARY of SNH48 TEAM HII 不变的约定                | Team HII视频记录公演纪录片 |
| 2018年7月10日 | DOCUMENTARY of SNH48 砥砺前行                           | SNH48第四部官方纪录片      |
| 2019年6月29日 | Feature films of SNH48 Team HII 新的旅程—Orange Miracle | SNH48 Team HII官方纪录片   |
| 2021年9月     | SNH48 GROUP第八届总选御三家诞生全纪录                   | 个人纪录片（卡片式USB）    |

## 剧场公演

### 队伍公演
| 公演日期                     | 公演名称           | 主演Unit歌曲名称    | 备注             |
| 2015年5月29日-2016年3月20日  | 《手牵手》         | -                   | 为沈梦瑶出道公演 |
| 2016年3月26日-2016年12月11日 | 《偶像的黎明》     | -                   |                  |
| 2016年12月16日-2017年4月1日  | 《十八个闪耀瞬间》 | -                   |                  |
| 2017年4月8日-2018年3月3日    | 《美丽世界》       | 对峙                | 与刘炅然、林楠   |
| 2018年3月30日-2018年5月13日  | 《New H Stars》    | 人间规则            |                  |
| 2019年6月14日-2019年12月1日  | 《橘色奇迹》       | 纯情主义            | 与李艺彤、林楠   |
| 2020年3月7日-2020年6月6日    | 《新手牵手》       | -                   |                  |
| 2018年5月18日-2021年7月11日  | 《头号新闻》       | ChaChaCha           | 与万丽娜、林楠   |
| 2021年7月24日-               | 《终极任务》       | 渊（Deep Down）     | 与郭爽、郝婧怡   |
| 2021年7月24日-               | 《终极任务》       | In The Dark（迷局） | Solo             |

### 特殊公演/舞台
| 公演日期       | 名称                   | 备注                |
| 2016年8月28日  | 《偶像的黎明》剧场公演 | 生日公演            |
| 2017年9月3日   | 《美丽世界》剧场公演   | 生日公演            |
| 2019年10月3日  | 《橘色奇迹》剧场公演   | 生日公演            |
| 2020年12月16日 | 《头号新闻》剧场公演   | 生日公演            |
| 2021年11月28日 | 《1998》               | 生日会              |
| 2022年10月3日  | 《MY》                 | 生日公演            |
| 2023年3月18日  | 《MeMyself》           | 生日会              |
| 2023年6月11日  | 《少女终末航线》       | 2021年度MVP定制公演 |

## 获奖记录
| 年份 | 日期     | 奖项                                                                      | 获奖作品 | 结果 |
| 2016 | 9月27日  | 2016年度亚洲新歌榜 - 年度最佳团体                                         | SNH48    | 获奖 |
| 2017 | 7月29日  | SNH48第四届总决选第65名                                                   |          | 获奖 |
| 2018 | 7月28日  | SNH48第四届总决选第49名                                                   |          | 获奖 |
| 2019 | 8月19日  | 亚洲新歌榜2018年度盛典 - 最佳团体                                         | SNH48    | 获奖 |
| 2019 | 7月27日  | SNH48第四届总决选第16名                                                   |          | 获奖 |
| 2019 | 8月23日  | 韩国 SORIBADA 颁奖典礼- THE GLOBAL ENTERTAINER AWARDS（新韩流海外艺人奖） | SNH48    | 获奖 |
| 2020 | 8月15日  | SNH48第四届总决选第4名                                                    |          | 获奖 |
| 2021 | 8月7日   | SNH48第四届总决选第3名                                                    |          | 获奖 |
| 2022 | 8月20日  | SNH48 GROUP年度青春盛典颁奖典礼 - 年度影响力成员金奖                      | 《预言》 | 获奖 |
| 2022 | 8月20日  | SNH48 GROUP年度青春盛典颁奖典礼 - 年度巅峰人气QUEEN                       | 《预言》 | 获奖 |
| 2022 | 11月25日 | 第29届东方风云榜 - 年度飞跃歌手                                           |          | 获奖 |

## 外部連結
- 沈梦瑶的新浪微博
- 沈梦瑶的哔哩哔哩个人空间
- 沈梦瑶在豆瓣上的资料（简体中文）